# Ольокма
Ольокма (на руски: Олёкма; на якутски: Өлүөхүмэ) е голяма река в Азиатската част на Русия, Източен Сибир, Забайкалски край, Амурска област и Република Якутия (Саха), десен приток на Лена. Дължината ѝ е 1436 km, която ѝ отрежда 26-о място по дължина сред реките на Русия.

## Историческа справка
През лятото на 1631 г. руският първопроходец Пьотър Бекетов по времена първото плаване надолу по река Лена открива устието на Ольокма, а през 1636 г. в близост до устието ѝ, на левия бряг на Лена основава днешния град Ольокминск. През следващите 3 години от 1636 до 1639 г. Пьотър Бекетов открива и опознава долното течение на реката и долното течение на най-големия ѝ приток река Чара. През есента на 1649 г. друг руски първопроходец Ерофей Хабаров по време на пътешествието си към река Амур се изкачва нагоре по реката до устието на десния ѝ приток Тунгир, където основава сегашното село Средна Ольокма. По този начин Хабаров пръв открива и проследява 905 km от течението на реката. В средата на 50-те години на ХVІІ в. Курбат Иванов повтаря пътуването на Ерофей Хабаров до устието на Тунгир и прави първото сравнително точно описание на Ольокма.

## Географска характеристика

### Извор, течение, устие
Река Ольокма води началото си от северозападния склон на връх Кропоткин (1908 m), най-високата част на Муройския хребет в планината Ольокмински Становик, на 1500 m н.в., в централната част на Забайкалски край. В горното си течение протича в североизточна посока през планината Ольокмински Становик в широка долина на протежение от близо 800 km. След като навлезе в Амурска област завива на север и долината и става тясна и дълбока, вклинена между хребета Челбаус на изток и хребетите Южен Дириндински, Северен Дириндински и Каларски на запад. След това навлиза в дълъг (около 150 km) и тесен каньон между хребета Удокан на запад и Становия хребет на изток. Тук по течението ѝ изобилстват теснини, бързеи и прагове, а скоростта ѝ нараства до 5,5 m/s. По-нататък Ольокма тече между Чугинското и Чоруодското плата, като тук долината ѝ малко повече се разширява, а скоростта ѝ намалява. След устието на левия ѝ приток Тас-Миеле реката заобикаля от изток Ольокмо-Чарското плато, където долината ѝ се разширява до 2-3 km, коритото – до 300-700 m, а скоростта намалява до 0,5-1,2 m/s. В долината се появява заливна тераса, по която Ольокма свободно меандрира. Влива отдясно в река Лена, при нейния 2089 km, на 115 m н.в., на 10 km източно от град Ольокминск, Република Якутия (Саха).

### Водосборен басейн
Водосборният басейн на Ольокма има площ от 210 хил. km2, което представлява 8,43% от водосборния басейн на река Лена и се простира на части от Забайкалски край (североизточната част), Амурска област (крайната северозападна част), Иркутска област (крайната североизточна част) и Република Якутия (Саха) (югозападна част). Във физикогеографско отношение водосборният ѝ басейн обхваща: северните части на планината Ольокмински Становик, западните части на Становия хребет, крайните източни части на Северобайкалската планинска земя, цялото Ольокмо-Чарско плато, източната и югоизточна част на Патомското плато и крайните западни части на Алданското плато.
Границите на водосборния басейн на реката са следните:
- на запад – водосборните басейни на реките Витим, Голям Патон и други по-малки десни притоци на Лена;
- на изток – водосборните басейни на реките Туолба Алдан и други по-малки десни притоци на Лена;
- на юг – водосборния басейн на река Амур, вливаща се в Охотско море.

### Притоци
Река Ольокма получава над 200 притока с дължина над 10 km, като 13 от тях са с дължина над 100 km:
- 1127 → Горна Мокла 117 / 1890, Забайкалски край
- 1028 → Средна Мокла 233 / 5120, Забайкалски край
- 932 → Мокла (Долна Мокла) 132 / 5070, Забайкалски край
- 905 ← Тунгир 500 / 14 700, при село Средна Ольокма, Забайкалски край
- 677 → Дерин Юрях 122 / 2700, Амурска област
- 631 ← Нюкжа 583 / 32 100, при село Уст Нюкжа, Амурска област
- 594 → Имангра 114 / 1560, Амурска област
- 556 → Хани 141 / 5430, на границата между Амурска област и Република Якутия (Саха)
- 484 ← Тунгурча 169 / 3660, Република Якутия (Саха)
- 381 → Тас-Миеле 137 / 1370, Република Якутия (Саха)
- 320 → Орюс-Миеле 180 / 3560, Република Якутия (Саха)
- 276 ← Кириестях 106 / 2280, Република Якутия (Саха)
- 28 → Чара 851 / 87 600, Република Якутия (Саха)

### Хидрографска характеристика
Подхранването на реката е смесено, като преобладава дъждовното в горното течение (до 54%), а в долното – снежното. Пълноводието на реката е разтегнато във времето от май до септември, а маловодието продължава от декември до април, като колебанието на речното ниво достига до 17 m. Среден многогодишен отток при ХМС Куду-Кюел (на 156 km от устието) 1950 m3/s, което като обем представлява 61,544 km3/год, максимален 13000 m3/s, минимален 290 m3/s. Ольокма замръзва през първата десетдневка на октомври, а се размразява през май, като в горното течение замръзва до дъното.

## Селища
Поради това, че по-голямата част от течението на реката преминава през планински райони по нейните брегове има само пет постоянни населени места:
- Забайкалски край – само едно населено място: село Средна Ольокма;
- Амурска област – селата Уст Нюкжа е Мостовой;
- Република Якутия (Саха) – селата Дикимда и Куду-Кюел.

## Стопанско значение
От май до октомври реката е плавателна на 406 km от устието. На протежение от 75 km по долината на Ольокма преминава участък от трасето на Байкало-Амурската железопътна магистрала.